# Nathaniel Clyne
Nathaniel Edwin Clyne (Londen, 5 april 1991) is een Engels voetballer die doorgaans als rechtsback speelt. Hij tekende in oktober 2020 een contract tot medio 2021 bij Crystal Palace, die hem met een gratis transfer kon oppikken. In 2014 maakte hij zijn debuut in het Engels voetbalelftal, in een EK-kwalificatiewedstrijd tegen Slovenië.

## Clubcarrière

### Crystal Palace
Clyne speelde in zijn jeugd bij een vrijwilligersorganisatie, de Afewee Academy, waar hij uitkwam als vleugelspeler. Hij liep vervolgens stage bij Arsenal FC en Tottenham Hotspur FC, alvorens hij zich in 1999 op achtjarige leeftijd aansluit bij de jeugdopleiding van Crystal Palace. Hij speelde acht jaar lang in de jeugdopleiding, waarvan de laatste jaren in het elftal onder 18. In oktober 2008, gedurende het seizoen 2008/09 maakte Clyne de stap naar de A-selectie. Trainer Neil Warnock liet hem in het basiselftal als linksback starten en liet hem de volledige wedstrijd spelen, eindigend in een 3–0 overwinning. Door de overwinning steeg Crystal Palace in het klassement, waar het in de eerste maanden was blijven bungelen rond de twintigste plaats. Twee dagen later tekende Clyne een professioneel contract voor drie seizoenen. Na zijn debuutwedstrijd liet trainer Warnock hem weer wekenlang buiten de A-selectie. Op 22 november 2008 keerde hij terug in het basiselftal in een thuisduel tegen Bristol City, dat met 4–2 werd gewonnen. Tien competitiewedstrijden op rij miste hij geen minuut speeltijd en klom Clyne met Crystal Palace van de zeventiende naar de zevende plaats. Op 8 december 2008 gaf hij in een met 3–0 gewonnen wedstrijd tegen Southampton voor het eerst een assist in het betaald voetbal: na negen minuten opende Shefki Kuqi na een assist van Clyne de score. Vanaf februari 2009 speelde Clyne vrijwel alle resterende competitiewedstrijden volledig. Hij kwam in zijn eerste seizoen in het betaald voetbal tot speeltijd in 29 wedstrijden, waarvan 26 in de Championship en 3 in het toernooi om de FA Cup, waarin Watford in de vierde ronde Crystal Palace uitschakelde.
In het seizoen 2009/10 raakte Clyne zijn plaats in het basiselftal weer kwijt. In de eerste seizoenshelft zat hij voornamelijk op de reservebank; enkele keren werd hij ook buiten de wedstrijdselectie gelaten. Op 8 december 2009 kreeg hij voor het eerst in twee maanden weer een basisplaats in de gewonnen uitwedstrijd tegen Reading (2–4). In die wedstrijd maakte hij zijn eerste doelpunt in het betaald voetbal. In de rest van het seizoen was Clyne weer een vaste waarde in het elftal van Crystal Palace. In de wintertransferperiode waren meerdere clubs geïnteresseerd in Clyne, en Wolverhampton Wanderers, actief in de Premier League, had expliciete belangstelling voor Clyne. Hijzelf wees transferbesprekingen echter af. Hoewel Crystal Palace in het volgende seizoen op sportief gebied niet meer succes boekte dan in Clynes eerste seizoenen bij de club (wederom eindigde de club rond de twintigste plaats in het eindklassement), was voor hemzelf de jaargang 2010/11 wel succesvol: voor het eerst was hij gedurende het gehele seizoen een basisspeler. Hij miste geen enkele minuut in het hele seizoen, zowel in de competitie als in de bekertoernooien; daarmee was hij de meest actieve speler van Crystal Palace, gevolgd door doelman Julián Speroni (90 minuten gemist); tevens was hij een van de in totaal vijf veldspelers die geen minuut miste, waarvan hijzelf de jongste speler was. In 2011 werd Clyne uitgeroepen tot Crystal Palace-speler van het seizoen 2010/11.
Clyne liep voorafgaand aan zijn laatste seizoen bij de club een voetblessure op in een vriendschappelijke wedstrijd tegen AFC Bournemouth. Hij was zeker twee maanden uitgeschakeld. Op 15 oktober 2011 keerde hij terug in het elftal in een uitduel tegen Watford (0–2 overwinning). Door nieuw blessureleed miste Clyne gedurende het seizoen 18 van de 46 wedstrijden. Op 2 januari 2012 droeg hij voor het eerst de aanvoerdersband van Crystal Palace; het bleef ook de enige keer dat Clyne bij deze club als aanvoerder op het veld stond. Na afloop van het seizoen 2011/12 werd Clyne opgenomen in het Championship-elftal van het seizoen. Op 17 april 2012 speelde hij zijn 137ste en laatste wedstrijd voor Crystal Palace. In die wedstrijden maakte hij één doelpunt en gaf hij zevenmaal een assist.

### Southampton

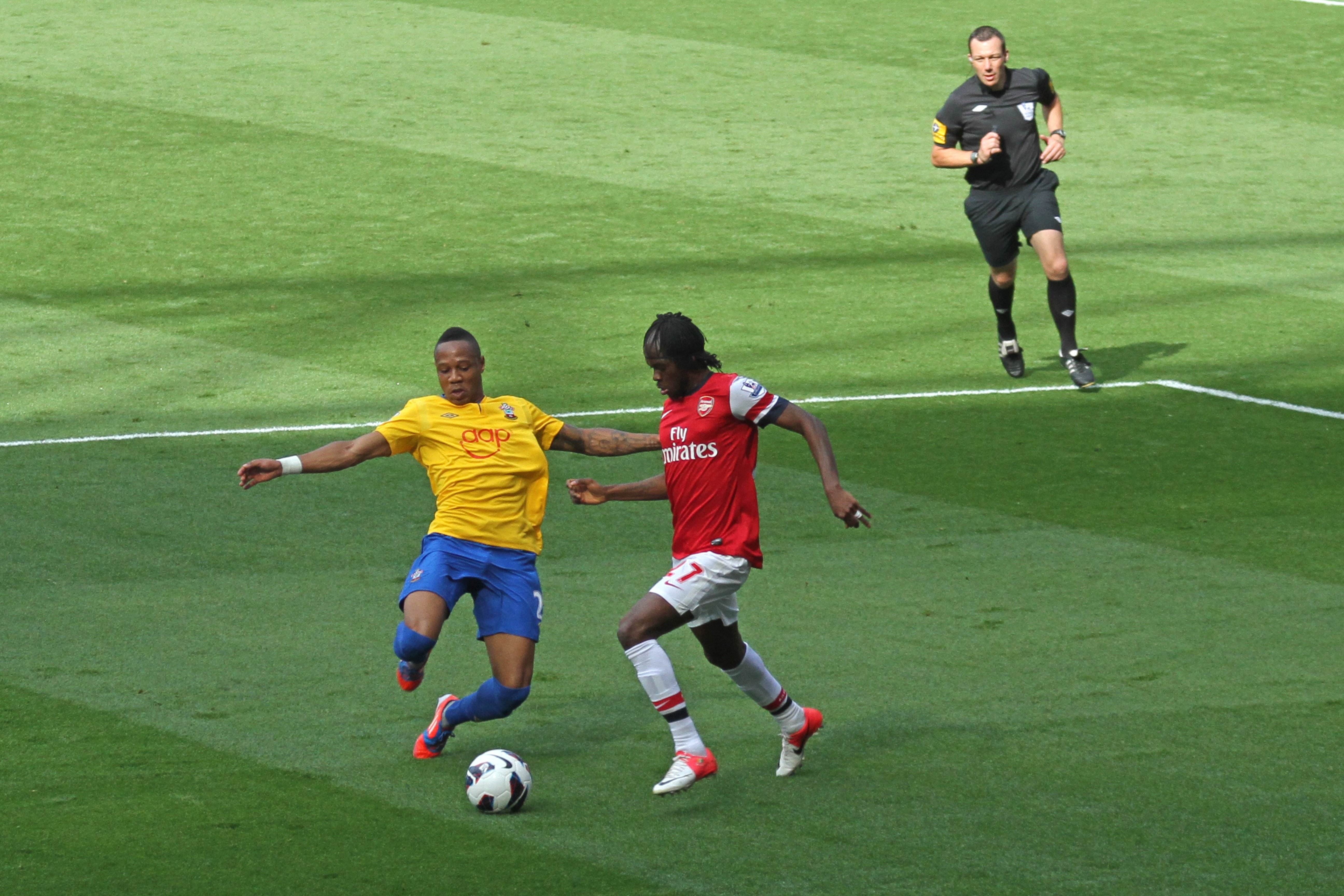
Clyne in duel met Gervinho (Arsenal) in 2012

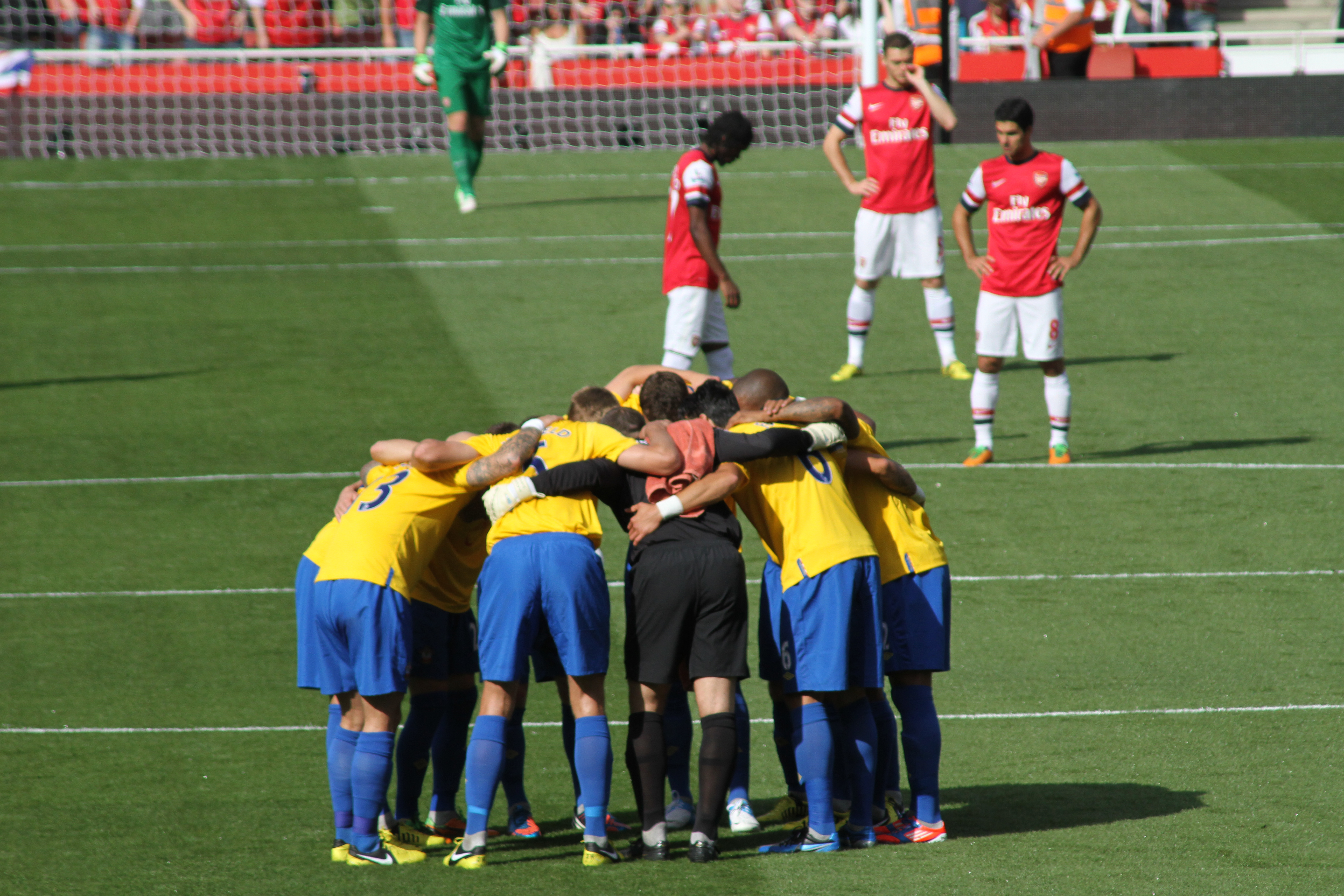
Clyne (rechts) bereidt zich met Southampton voor op een duel met Arsenal FC

Op 19 juli 2012 tekende Clyne een contract voor vier seizoenen bij Southampton FC, dat net was gepromoveerd naar de Premier League. Hij maakt de overstap transfervrij, maar Southampton was door Clynes leeftijd (21) toch verplicht een transferbedrag over te maken aan Crystal Palace. Clyne stond ook in de belangstelling van topclubs als Arsenal en Manchester United. Zijn debuut voor Southampton – en tevens zijn eerste wedstrijd op het hoogste competitieniveau – maakte hij op 19 augustus 2012 in de uitwedstrijd tegen Manchester City. In de met 3–2 verloren wedstrijd startte hij onder trainer Adkins in het basiselftal, gepositioneerd als rechtsback, met naast hem de centrale verdedigers José Fonte en Jos Hooiveld. Clyne was vanaf de eerste wedstrijddag de eerste keuze van Adkins op de rechtsbackpositie en was daardoor direct een basisspeler. Op 22 september 2012, in de vijfde wedstrijd van het Premier League-seizoen, maakte hij in een wedstrijd tegen Aston Villa (4–1 overwinning) op aangeven van Gastón Ramírez zijn eerste doelpunt voor Southampton. Clyne gaf een assist op Rickie Lambert in de uitwedstrijd tegen Chelsea (2–2 gelijkspel) op 16 januari 2013. In zijn eerste seizoen bij Southampton speelde Clyne in totaal in 34 van de 38 competitiewedstrijden (één doelpunt, drie assists).
In de jaargang 2013/14 kampte Clyne meermaals met lichte blessures. In december 2013 miste hij meerdere wedstrijden door een hamstringblessure. Op Tweede Kerstdag miste hij nog de wedstrijd tegen Cardiff City (0–3 overwinning), maar op 29 december 2013 keerde hij terug in het elftal in een met 2–1 verloren uitduel tegen Everton. Clyne verving enkele minuten voor tijd Calum Chambers. Enkele dagen later, op 4 januari 2014, maakte hij in de FA Cup tegen Burnley (4–3 overwinning) het openingsdoelpunt, een langeafstandsschot. In totaal kwam Clyne in zijn tweede seizoen bij Southampton in 29 duels in actie. Southampton kreeg in de zomer van 2014 een nieuwe trainer, Ronald Koeman, onder wie hij zijn meeste wedstrijden bij de club speelde. In de eerste competitiewedstrijd van het seizoen, tegen toekomstig werkgever Liverpool, maakte Clyne op Anfield de gelijkmaker met een hakbal (1–1); uiteindelijk ging de wedstrijd met 2–1 verloren. Op 23 september 2014 maakte hij wederom een doelpunt: in de League Cup was Clyne de maker van de winnende treffer tegen Arsenal (1–2), waardoor Southampton doorstroomde naar de achtste finale. Onder Koeman miste Clyne in het kalenderjaar 2014 geen enkele minuut – Southampton stond tot in december op plaats twee in het klassement, na onder meer overwinningen op Newcastle United (4–0) en Sunderland (8–0). Na zijn doelpunt in het eerste seizoen was Clyne in november 2014 opnieuw trefzeker, nu in de wedstrijd tegen Aston Villa. Negen minuten voor afloop van de reguliere speeltijd maakte hij op aangeven van Ryan Bertrand de gelijkmaker (eindstand 1–1). Het was zijn vijfde en laatste doelpunt in dienst van Southampton. Halverwege het seizoen 2014/15 maakte Clyne deel uit van de beste defensie in de hoogste Engelse competitie, met tot op dat moment vijf tegendoelpunten, en behoorde daarmee ook tot de beste verdediging in heel Europa, in een rijtje met onder andere Juventus FC (4) en FC Barcelona (4). Op 24 mei 2015 speelde Clyne tegen Manchester City (2–0 nederlaag) zijn laatste duel voor Southampton; in drie seizoenen speelde hij voor deze club 104 officiële wedstrijden, waarin hij vijfmaal trefzeker was (acht assists).

### Liverpool
Op 1 juli 2015 maakte Liverpool FC de komst van Clyne wereldkundig, hoewel Koeman ernaar had gestreefd hem te behouden. Hij tekende een contract voor vijf seizoenen; het transferbedrag bedroeg circa vijftien miljoen euro. Twee weken later maakte hij zijn officieuze debuut voor Liverpool in een vriendschappelijke wedstrijd tegen een vertegenwoordigend elftal van de Thaise competitie (0–4 overwinning). In de eerste competitiewedstrijd van het seizoen, op 9 augustus 2015 tegen Stoke City, maakte hij zijn competitieve debuut. Hij speelde de hele wedstrijd; ploeggenoot Philippe Coutinho maakte het enige doelpunt van de wedstrijd. Op 1 oktober 2015 speelde Clyne zijn eerste Europese clubwedstrijd uit zijn carrière: een thuiswedstrijd in de UEFA Europa League 2015/16 tegen FC Sion, die in een 1–1 gelijkspel eindigde. In oktober 2015 kreeg Clyne een nieuwe trainer, na drie maanden getraind te hebben onder Brendan Rodgers, de Duitser Jürgen Klopp. Onder hem maakte hij op 28 oktober 2015 in de League Cup het enige doelpunt van de wedstrijd in de vierde ronde tegen AFC Bournemouth.

## Clubstatistieken
| Seizoen | Club           | Competitie     | Competitie | Competitie | Beker | Beker | Europa | Europa | Totaal | Totaal |
| Seizoen | Club           | Competitie     | Wed.       | Dlp.       | Wed.  | Dlp.  | Wed.   | Dlp.   | Wed.   | Dlp.   |
| ------- | -------------- | -------------- | ---------- | ---------- | ----- | ----- | ------ | ------ | ------ | ------ |
| 2008/09 | Crystal Palace | Championship   | 26         | 0          | 3     | 0     | —      | —      | 29     | 0      |
| 2009/10 | Crystal Palace | Championship   | 22         | 1          | 6     | 0     | —      | —      | 28     | 1      |
| 2010/11 | Crystal Palace | Championship   | 46         | 0          | 3     | 0     | —      | —      | 49     | 0      |
| 2011/12 | Crystal Palace | Championship   | 28         | 0          | 3     | 0     | —      | —      | 31     | 0      |
| 2012/13 | Southampton    | Premier League | 34         | 1          | 0     | 0     | —      | —      | 34     | 1      |
| 2013/14 | Southampton    | Premier League | 25         | 0          | 4     | 1     | —      | —      | 29     | 1      |
| 2014/15 | Southampton    | Premier League | 35         | 2          | 6     | 1     | —      | —      | 41     | 3      |
| 2015/16 | Liverpool      | Premier League | 33         | 1          | 5     | 1     | 14     | 0      | 52     | 2      |
| 2016/17 | Liverpool      | Premier League | 37         | 0          | 4     | 0     | —      | —      | 41     | 0      |
| 2017/18 | Liverpool      | Premier League | 3          | 0          | 0     | 0     | 2      | 0      | 5      | 0      |
| 2018/19 | Liverpool      | Premier League | 4          | 0          | 1     | 0     | —      | —      | 5      | 0      |
| 2018/19 | → Bournemouth  | Premier League | 14         | 0          | 1     | 0     | —      | —      | 15     | 0      |
| 2019/20 | Liverpool      | Premier League | 0          | 0          | 0     | 0     | —      | —      | 0      | 0      |
| 2020/21 | Crystal Palace | Premier League | 13         | 0          | 1     | 0     | —      | —      | 14     | 0      |
| 2021/22 | Crystal Palace | Premier League | 16         | 0          | 4     | 0     | —      | —      | 20     | 0      |
| 2022/23 | Crystal Palace | Premier League | 22         | 0          | 3     | 0     | —      | —      | 25     | 0      |
| 2023/24 | Crystal Palace | Premier League | 19         | 0          | 4     | 0     | —      | —      | 23     | 0      |
| 2024/25 | Crystal Palace | Premier League | 6          | 0          | 2     | 0     | —      | —      | 8      | 0      |
| TOTAAL  | TOTAAL         | TOTAAL         | 383        | 5          | 50    | 3     | 16     | 0      | 449    | 8      |

Bijgewerkt tot en met 6 februari 2022.

## Interlandcarrière
Clyne werd op 2 oktober 2014 door bondscoach Roy Hodgson voor het eerst opgeroepen voor het Engels voetbalelftal. De oproep kwam op het moment dat hij met Southampton op de tweede plaats in de Premier League stond, nadat hij eerder was uitgekomen voor Engeland –18 en Engeland –21. Clyne kwam niet in actie in beide wedstrijden tegen San Marino (5–0) en Estland (1–0) op 9 en 12 oktober 2014 in het kwalificatietoernooi voor het Europees kampioenschap voetbal 2016. In november 2014 werd hij opnieuw opgeroepen – nu maakte Clyne wel zijn debuut: op 15 november 2014 speelde hij de volledige kwalificatiewedstrijd tegen Slovenië. Engeland won in het Wembley Stadium met 3–1. Clyne werd de eerste keuze voor de linksbackpositie in het nationaal elftal en speelde mee in vijf van de zes resterende kwalificatiewedstrijden. Met Engeland plaatste hij zich in oktober 2015 ongeslagen voor het hoofdtoernooi in Frankrijk. Op 16 mei 2016 werd Clyne opgenomen in de selectie van Engeland voor het Europees kampioenschap voetbal 2016. Engeland werd in de achtste finale uitgeschakeld door IJsland (1–2) na doelpunten van Ragnar Sigurðsson en Kolbeinn Sigþórsson.
| Interlands van Nathaniel Clyne voor Engeland | Interlands van Nathaniel Clyne voor Engeland | Interlands van Nathaniel Clyne voor Engeland | Interlands van Nathaniel Clyne voor Engeland | Interlands van Nathaniel Clyne voor Engeland | Interlands van Nathaniel Clyne voor Engeland | Interlands van Nathaniel Clyne voor Engeland |
| №                                            | Datum                                        | Wedstrijd                                    | Uitslag                                      | Soort wedstrijd                              | Doelpunten                                   |                                              |
| Als speler bij Southampton FC                | Als speler bij Southampton FC                | Als speler bij Southampton FC                | Als speler bij Southampton FC                | Als speler bij Southampton FC                | Als speler bij Southampton FC                | Als speler bij Southampton FC                |
| -------------------------------------------- | -------------------------------------------- | -------------------------------------------- | -------------------------------------------- | -------------------------------------------- | -------------------------------------------- | -------------------------------------------- |
| 1.                                           | 15 november 2014                             | Engeland – Slovenië                          | 3 – 1                                        | Kwalificatie EK 2016                         |                                              |                                              |
| 2.                                           | 18 november 2014                             | Schotland – Engeland                         | 1 – 3                                        | Vriendschappelijk                            |                                              |                                              |
| 3.                                           | 27 maart 2015                                | Engeland – Litouwen                          | 4 – 0                                        | Kwalificatie EK 2016                         |                                              |                                              |
| 4.                                           | 31 maart 2015                                | Italië – Engeland                            | 1 – 1                                        | Vriendschappelijk                            |                                              |                                              |
| 5.                                           | 14 juni 2015                                 | Slovenië – Engeland                          | 2 – 3                                        | Kwalificatie EK 2016                         |                                              |                                              |
| Als speler bij Liverpool FC                  |                                              |                                              |                                              |                                              |                                              |                                              |
| 6.                                           | 5 september 2015                             | San Marino – Engeland                        | 0 – 6                                        | Kwalificatie EK 2016                         |                                              |                                              |
| 7.                                           | 8 september 2015                             | Engeland – Zwitserland                       | 2 – 0                                        | Kwalificatie EK 2016                         |                                              |                                              |
| 8.                                           | 9 oktober 2015                               | Engeland – Estland                           | 2 – 0                                        | Kwalificatie EK 2016                         |                                              |                                              |
| 9.                                           | 17 november 2015                             | Engeland – Frankrijk                         | 2 – 0                                        | Vriendschappelijk                            |                                              |                                              |
| 10.                                          | 26 maart 2016                                | Duitsland – Engeland                         | 2 – 3                                        | Vriendschappelijk                            |                                              |                                              |
| 11.                                          | 29 maart 2016                                | Engeland – Nederland                         | 1 – 2                                        | Vriendschappelijk                            |                                              |                                              |
| 12.                                          | 27 mei 2016                                  | Engeland – Australië                         | 2 – 1                                        | Vriendschappelijk                            |                                              |                                              |
| 13.                                          | 20 juni 2016                                 | Slowakije – Engeland                         | 0 – 0                                        | EK 2016                                      |                                              |                                              |
| 14.                                          | 15 november 2016                             | Spanje – Engeland                            | 2 – 2                                        | Vriendschappelijk                            |                                              |                                              |